# FA Cup 1930/31

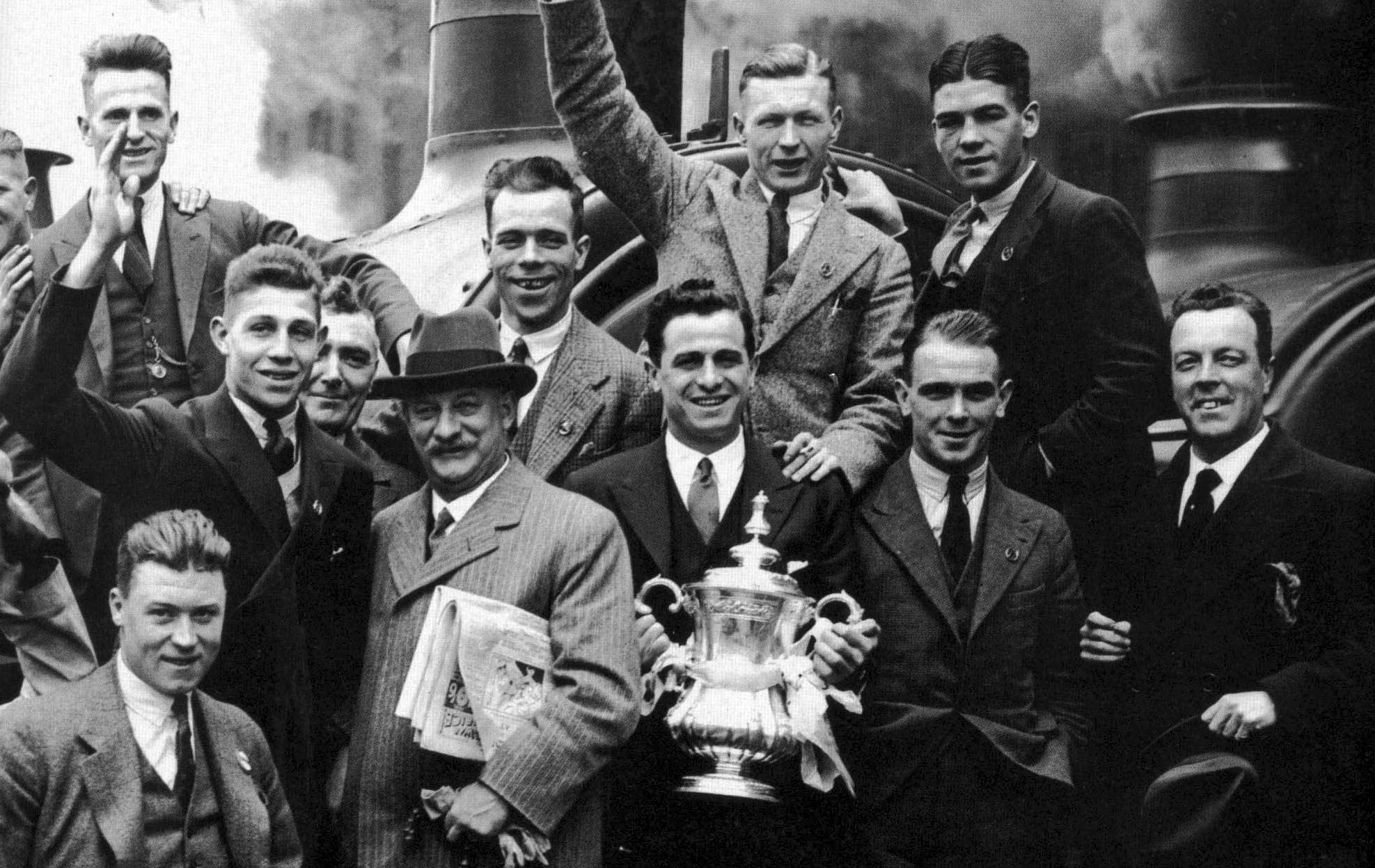
Spieler von West Bromwich Albion nach dem Gewinn des FA Cups (1931).

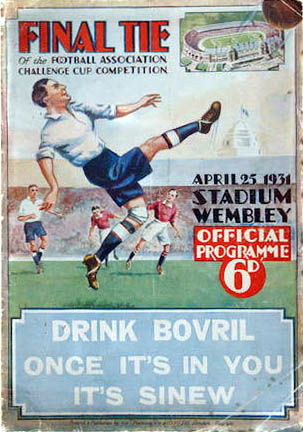
Das Spielprogramm des FA-Cup-Finals von 1931.

Der FA Cup 1930/31 war die 56. Austragung des The Football Association Challenge Cup (meist als FA Cup bekannt).
Der Pokalwettbewerb startete mit der Qualifikation zwischen dem 6. September 1930 und dem 24. November 1930. Die Hauptrunde begann anschließend ab dem 29. November 1930 und endete mit dem Finale in Wembley in London am 25. April 1931 vor einer Kulisse von offiziell 92.406 Zuschauern. Sieger des Wettbewerbs wurde zum dritten Mal West Bromwich Albion. Unterlegener Finalist war der FC Birmingham.

## Wettbewerb

### Erste Hauptrunde
| Datum             |                         | Ergebnis |                               |
| ----------------- | ----------------------- | -------- | ----------------------------- |
| 29. November 1930 | Accrington Stanley      | 3:1      | Lancaster Town                |
| 29. November 1930 | FC Aldershot            | 4:1      | Peterborough & Fletton United |
| 29. November 1930 | Bristol Rovers          | 4:1      | Merthyr Town                  |
| 29. November 1930 | Carlisle United         | 3:1      | AFC New Brighton              |
| 29. November 1930 | FC Chesterfield         | 1:2      | Notts County                  |
| 29. November 1930 | Crewe Alexandra         | 1:0      | FC Jarrow                     |
| 29. November 1930 | Crystal Palace          | 6:0      | Taunton Town                  |
| 29. November 1930 | Dulwich Hamlet          | 2:2      | AFC Newport County            |
| 29. November 1930 | Halifax Town            | 2:2      | Mansfield Town                |
| 29. November 1930 | FC Folkestone           | 5:3      | FC Sittingbourne              |
| 29. November 1930 | FC Fulham               | 1:1      | FC Wimbledon                  |
| 29. November 1930 | Gainsborough Trinity    | 1:0      | Scunthorpe United             |
| 29. November 1930 | FC Gillingham           | 7:2      | Guildford City                |
| 29. November 1930 | Hartlepools United      | 2:3      | Stockport County              |
| 29. November 1930 | FC Ilford               | 1:6      | FC Brentford                  |
| 29. November 1930 | Lincoln City            | 8:3      | AFC Barrow                    |
| 29. November 1930 | Luton Town              | 2:2      | Clapton Orient                |
| 29. November 1930 | FC Nelson               | 4:0      | AFC Workington                |
| 29. November 1930 | Newark Town             | 2:1      | Rotherham United              |
| 29. November 1930 | Northampton Town        | 1:2      | Coventry City                 |
| 29. November 1930 | Northfleet United       | 0:3      | Exeter City                   |
| 29. November 1930 | Norwich City            | 2:0      | Swindon Town                  |
| 29. November 1930 | Queens Park Rangers     | 5:0      | FC Thames                     |
| 29. November 1930 | AFC Rochdale            | 1:2      | Doncaster Rovers              |
| 29. November 1930 | FC Scarborough          | 6:0      | Rhyl Athletic                 |
| 29. November 1930 | Southend United         | 0:1      | Torquay United                |
| 29. November 1930 | FC Southport            | 4:2      | FC Darlington                 |
| 29. November 1930 | Tranmere Rovers         | 4:4      | AFC Gateshead                 |
| 29. November 1930 | Tunbridge Wells Rangers | 3:0      | FC Kingstonian                |
| 29. November 1930 | FC Walsall              | 1:0      | AFC Bournemouth               |
| 29. November 1930 | Walthamstow Avenue      | 1:5      | FC Watford                    |
| 29. November 1930 | AFC Wellington          | 0:0      | FC Wombwell                   |
| 29. November 1930 | AFC Wrexham             | 2:0      | Wigan Borough                 |
| 29. November 1930 | York City               | 3:1      | Gresley Rovers                |

#### Wiederholungsspiele
| Datum            |                    | Ergebnis |                 |
| ---------------- | ------------------ | -------- | --------------- |
| 3. Dezember 1930 | AFC Gateshead      | 3:2      | Tranmere Rovers |
| 3. Dezember 1930 | Mansfield Town     | 1:2      | FC Halifax Town |
| 3. Dezember 1930 | FC Wimbledon       | 0:6      | FC Fulham       |
| 4. Dezember 1930 | Clapton Orient     | 2:4      | Luton Town      |
| 4. Dezember 1930 | AFC Newport County | 4:1      | Dulwich Hamlet  |
| 4. Dezember 1930 | FC Wombwell        | 0:3      | AFC Wellington  |

### Zweite Hauptrunde
| Datum             |                      | Ergebnis |                         |
| ----------------- | -------------------- | -------- | ----------------------- |
| 13. Dezember 1930 | Accrington Stanley   | 0:1      | Torquay United          |
| 13. Dezember 1930 | FC Brentford         | 1:0      | Norwich City            |
| 13. Dezember 1930 | Bristol Rovers       | 4:2      | Stockport County        |
| 13. Dezember 1930 | Carlisle United      | 4:2      | Tunbridge Wells Rangers |
| 13. Dezember 1930 | Crewe Alexandra      | 2:4      | Queens Park Rangers     |
| 13. Dezember 1930 | Crystal Palace       | 6:0      | Newark Town             |
| 13. Dezember 1930 | Doncaster Rovers     | 0:1      | Notts County            |
| 13. Dezember 1930 | Exeter City          | 1:1      | Coventry City           |
| 13. Dezember 1930 | FC Fulham            | 4:0      | Halifax Town            |
| 13. Dezember 1930 | Gainsborough Trinity | 0:4      | FC Southport            |
| 13. Dezember 1930 | AFC Gateshead        | 3:2      | FC Folkestone           |
| 13. Dezember 1930 | FC Gillingham        | 1:3      | FC Aldershot            |
| 13. Dezember 1930 | FC Nelson            | 1:1      | York City               |
| 13. Dezember 1930 | FC Scarborough       | 6:4      | Lincoln City            |
| 13. Dezember 1930 | FC Walsall           | 4:0      | AFC Newport County      |
| 13. Dezember 1930 | FC Watford           | 3:1      | Luton Town              |
| 13. Dezember 1930 | AFC Wellington       | 2:4      | AFC Wrexham             |

#### Wiederholungsspiele
| Datum             |               | Ergebnis |             |
| ----------------- | ------------- | -------- | ----------- |
| 18. Dezember 1930 | Coventry City | 1:2      | Exeter City |
| 18. Dezember 1930 | York City     | 3:2      | FC Nelson   |

### Dritte Hauptrunde
Folgende Klubs traten erst zur dritten Hauptrunde in den Wettbewerb ein:
- Erstligisten der Football League (22): FC Arsenal, Aston Villa, FC Birmingham, Blackburn Rovers, FC Blackpool, Bolton Wanderers, FC Chelsea, Derby County, Grimsby Town, Huddersfield Town, Leeds United, Leicester City, FC Liverpool, Manchester City, Manchester United, FC Middlesbrough, Newcastle United, FC Portsmouth, Sheffield United, Sheffield Wednesday, AFC Sunderland & West Ham United.
- Zweitligisten der Football League (22): FC Barnsley, Bradford City, Bradford Park Avenue, Bristol City, FC Burnley, FC Bury, Cardiff City, Charlton Athletic, FC Everton, FC Millwall, Nottingham Forest, Oldham Athletic, Port Vale, Preston North End, Plymouth Argyle, FC Reading, FC Southampton, Stoke City, Swansea Town, Tottenham Hotspur, West Bromwich Albion & Wolverhampton Wanderers.
- Drittligisten der Football League (2): Brighton & Hove Albion & Hull City.
- Non-League-Vereine (1): Corinthian FC

| Datum           |                         | Ergebnis |                        |
| --------------- | ----------------------- | -------- | ---------------------- |
| 10. Januar 1931 | FC Aldershot            | 0:1      | Bradford Park Avenue   |
| 10. Januar 1931 | FC Arsenal              | 2:2      | Aston Villa            |
| 10. Januar 1931 | FC Barnsley             | 4:1      | Bristol City           |
| 10. Januar 1931 | Blackburn Rovers        | 1:1      | FC Walsall             |
| 10. Januar 1931 | Bolton Wanderers        | 1:0      | Carlisle United        |
| 10. Januar 1931 | FC Brentford            | 2:2      | Cardiff City           |
| 10. Januar 1931 | Bristol Rovers          | 3:1      | Queens Park Rangers    |
| 10. Januar 1931 | FC Burnley              | 3:0      | Manchester City        |
| 10. Januar 1931 | FC Bury                 | 1:1      | Torquay United         |
| 10. Januar 1931 | Corinthian FC           | 1:3      | Port Vale              |
| 10. Januar 1931 | Crystal Palace          | 1:1      | Reading                |
| 10. Januar 1931 | Exeter City             | 3:2      | Derby County           |
| 10. Januar 1931 | FC Fulham               | 0:2      | FC Portsmouth          |
| 10. Januar 1931 | AFC Gateshead           | 2:6      | Sheffield Wednesday    |
| 10. Januar 1931 | Hull City               | 1:2      | FC Blackpool           |
| 10. Januar 1931 | Leeds United            | 2:0      | Huddersfield Town      |
| 10. Januar 1931 | Leicester City          | 1:2      | Brighton & Hove Albion |
| 10. Januar 1931 | FC Liverpool            | 0:2      | FC Birmingham          |
| 10. Januar 1931 | Newcastle United        | 4:0      | Nottingham Forest      |
| 10. Januar 1931 | Notts County            | 3:1      | Swansea Town           |
| 10. Januar 1931 | Oldham Athletic         | 1:3      | FC Watford             |
| 10. Januar 1931 | Plymouth Argyle         | 0:2      | FC Everton             |
| 10. Januar 1931 | FC Scarborough          | 1:2      | Grimsby Town           |
| 10. Januar 1931 | Sheffield United        | 1:1      | York City              |
| 10. Januar 1931 | FC Southport            | 3:1      | Millwall               |
| 10. Januar 1931 | Stoke City              | 3:3      | Manchester United      |
| 10. Januar 1931 | AFC Sunderland          | 2:0      | FC Southampton         |
| 10. Januar 1931 | Tottenham Hotspur       | 3:1      | Preston North End      |
| 10. Januar 1931 | West Bromwich Albion    | 2:2      | Charlton Athletic      |
| 10. Januar 1931 | West Ham United         | 1:3      | FC Chelsea             |
| 10. Januar 1931 | Wolverhampton Wanderers | 9:1      | AFC Wrexham            |
| 14. Januar 1931 | FC Middlesbrough        | 1:1      | Bradford City          |

#### Wiederholungsspiele
| Datum           |                      | Ergebnis |                      |
| --------------- | -------------------- | -------- | -------------------- |
| 14. Januar 1931 | Aston Villa          | 1:3      | FC Arsenal           |
| 14. Januar 1931 | Cardiff City         | 1:2      | FC Brentford         |
| 14. Januar 1931 | Charlton Athletic    | 1:1      | West Bromwich Albion |
| 14. Januar 1931 | Manchester United    | 0:0      | Stoke City           |
| 14. Januar 1931 | FC Reading           | 1:1      | Crystal Palace       |
| 14. Januar 1931 | Torquay United       | 1:2      | FC Bury              |
| 14. Januar 1931 | York City            | 0:2      | Sheffield United     |
| 15. Januar 1931 | FC Walsall           | 0:3      | Blackburn Rovers     |
| 19. Januar 1931 | Bradford City        | 2:1      | FC Middlesbrough     |
| 19. Januar 1931 | Crystal Palace       | 2:0      | FC Reading           |
| 19. Januar 1931 | Manchester United    | 4:2      | Stoke City           |
| 19. Januar 1931 | West Bromwich Albion | 3:1      | Charlton Athletic    |

### Vierte Hauptrunde
| Datum           |                      | Ergebnis |                         |
| --------------- | -------------------- | -------- | ----------------------- |
| 24. Januar 1931 | FC Barnsley          | 2:1      | Sheffield Wednesday     |
| 24. Januar 1931 | FC Birmingham        | 2:0      | Port Vale               |
| 24. Januar 1931 | Blackburn Rovers     | 5:1      | Bristol Rovers          |
| 24. Januar 1931 | Bolton Wanderers     | 1:1      | AFC Sunderland          |
| 24. Januar 1931 | Bradford City        | 0:0      | Wolverhampton Wanderers |
| 24. Januar 1931 | Bradford Park Avenue | 2:0      | FC Burnley              |
| 24. Januar 1931 | FC Brentford         | 0:1      | FC Portsmouth           |
| 24. Januar 1931 | FC Bury              | 1:2      | Exeter City             |
| 24. Januar 1931 | FC Chelsea           | 2:1      | FC Arsenal              |
| 24. Januar 1931 | Crystal Palace       | 0:6      | FC Everton              |
| 24. Januar 1931 | Grimsby Town         | 1:0      | Manchester United       |
| 24. Januar 1931 | Leeds United         | 4:1      | Newcastle United        |
| 24. Januar 1931 | Sheffield United     | 4:1      | Notts County            |
| 24. Januar 1931 | FC Southport         | 2:1      | FC Blackpool            |
| 24. Januar 1931 | FC Watford           | 2:0      | Brighton & Hove Albion  |
| 24. Januar 1931 | West Bromwich Albion | 1:0      | Tottenham Hotspur       |

#### Wiederholungsspiele
| Datum           |                         | Ergebnis |                  |
| --------------- | ----------------------- | -------- | ---------------- |
| 28. Januar 1931 | AFC Sunderland          | 3:1      | Bolton Wanderers |
| 28. Januar 1931 | Wolverhampton Wanderers | 4:2      | Bradford City    |

### Fünfte Hauptrunde
| Datum            |                | Ergebnis |                         |
| ---------------- | -------------- | -------- | ----------------------- |
| 14. Februar 1931 | FC Barnsley    | 1:3      | Wolverhampton Wanderers |
| 14. Februar 1931 | FC Birmingham  | 3:0      | Watford                 |
| 14. Februar 1931 | FC Chelsea     | 3:0      | Blackburn Rovers        |
| 14. Februar 1931 | FC Everton     | 5:3      | Grimsby Town            |
| 14. Februar 1931 | Exeter City    | 3:1      | Leeds United            |
| 14. Februar 1931 | FC Portsmouth  | 0:1      | West Bromwich Albion    |
| 14. Februar 1931 | FC Southport   | 1:0      | Bradford Park Avenue    |
| 14. Februar 1931 | Sunderland AFC | 2:1      | Sheffield United        |

### Sechste Hauptrunde
| Datum            |                      | Ergebnis |                         |
| ---------------- | -------------------- | -------- | ----------------------- |
| 28. Februar 1931 | FC Birmingham        | 2:2      | FC Chelsea              |
| 28. Februar 1931 | FC Everton           | 9:1      | FC Southport            |
| 28. Februar 1931 | AFC Sunderland       | 1:1      | Exeter City             |
| 28. Februar 1931 | West Bromwich Albion | 1:1      | Wolverhampton Wanderers |

#### Wiederholungsspiele
| Datum        |                         | Ergebnis |                      |
| ------------ | ----------------------- | -------- | -------------------- |
| 4. März 1931 | FC Chelsea              | 0:3      | FC Birmingham        |
| 4. März 1931 | Exeter City             | 2:4      | AFC Sunderland       |
| 4. März 1931 | Wolverhampton Wanderers | 1:2      | West Bromwich Albion |

### Halbfinale
Die beiden Spiele wurden am 14. März 1931 ausgetragen.
|                      | Ergebnis |                | Ort        |
| -------------------- | -------- | -------------- | ---------- |
| FC Birmingham        | 2:0      | AFC Sunderland | Leeds      |
| West Bromwich Albion | 1:0      | FC Everton     | Manchester |

### Finale
| West Bromwich Albion                        | West Bromwich Albion | FC Birmingham | FC Birmingham |
| ------------------------------------------- | --- | --- | ------------- |
| West Bromwich Albion                        | \| Finale \| \| Samstag, 25. April 1931 in London (Wembley) \| \| Ergebnis: 2:1 (1:0) \| \| Zuschauer: 92.406 \| \| Schiedsrichter: Harry Kingscott \| \| Spielbericht \|                    | \| Finale \| \| Samstag, 25. April 1931 in London (Wembley) \| \| Ergebnis: 2:1 (1:0) \| \| Zuschauer: 92.406 \| \| Schiedsrichter: Harry Kingscott \| \| Spielbericht \|                 | FC Birmingham |
| West Bromwich Albion                        | Harold Pearson – George Shaw, Bert Trentham – Tommy Magee, Bill Richardson, Jimmy Edwards – Tommy Glidden, Joe Carter, W. G. Richardson, Teddy Sandford, Stan Wood Cheftrainer: Fred Everiss | Harry Hibbs – George Liddell, Ned Barkas – Jimmy Cringan, George Morrall, Alec Leslie – George Briggs, Johnny Crosbie, Joe Bradford, Bob Gregg, Ernie Curtis Cheftrainer: Leslie Knighton | FC Birmingham |
| West Bromwich Albion                        | 1:0 W. G. Richardson (25.) 2:1 W. G. Richardson (58.) | 1:1 Joe Bradford (57.) | FC Birmingham |
| Finale                                      | | |               |
| Samstag, 25. April 1931 in London (Wembley) | | |               |
| Ergebnis: 2:1 (1:0)                         | | |               |
| Zuschauer: 92.406                           | | |               |
| Schiedsrichter: Harry Kingscott             | | |               |
| Spielbericht                                | | |               |